# Берхманс, Жан
Жан (Иоанн) Берхманс (фр. Jan Berchmans; 13 марта 1599, Дист, Лёвен — 13 августа 1621[…], Рим) — бельгийский монах из монашеского ордена иезуитов, богослов, покровитель министрантов, молодёжи и студентов, святой Римско-Католической Церкви.

## Биография
Сын бедного сапожника. Рано остался сиротой.
В 1616 году вступил в иезуитский орден. Окончил иезуитский колледж в Мехелене. Был направлен в Collegium Romanum (Ныне Папский Григорианский университет, который был тогда самым большим и лучшим в Ордене иезуитов католическим учебным заведением, и насчитывал более 2000 студентов. Летом 1621 года окончил трехлетний курс изучения философии. До рукоположения в священники не дожил. Вскоре после окончания Collegium Romanum умер от пневмонии.
Жил очень аскетично, проявлял большой интерес к изучению языков, так как собирался после рукоположения стать миссионером в Китае. Стремился к простой, смиренной жизни, верности избранному пути в самых малых деталях и тщательному выполнении обязательств.
Его сохранившиеся записи отмечены глубоким благочестием и стремлением к полной отдаче жизни церкви.
Принцип жизни святого: «Делайте то, что должен».
Является покровителем министрантов, студенческой молодежи и вместе с Алоизием Гонзага и Станиславом Косткой также покровителем молодёжи и студентов в целом.
Умер в возрасте 22 лет с крестом и чётками в руках. Его тело покоится в Риме в церкви Сант-Иньяцио, а сердце — в иезуитском костёле в Лёвене (Lovanium).
Блаженный с 1865 года. Канонизизован папой Львом XIII в 1887 году. День памяти 26 ноября (в соответствии правилами ордена иезуитов) или 13 августа (остальной частью Церкви).

## Память
- В его честь названы кафедральный собор[англ.] епархии Шривпорта, церковь Сен-Жан-Берхманс в Брюсселе, Колледж св. Жана Берхманса в Лёвене и Колледж Берхманса в Пуллахе (ныне Университет философии Мюнхена), школы в Шривпорте (Луизиана, США), Индии, Великобритании, Канаде, Нидерландах, а ряде стран Южной Америки, на Филиппинах, Китае и др..